# Jerrold Robertshaw

Jerrold Robertshaw

Jerrold Robertshaw (West Riding of Yorkshire, 28 de março de 1866 – Londres, 14 de fevereiro de 1941) foi um ator britânico da era do cinema mudo.

## Filmografia selecionada
- Dombey and Son (1917)
- Build Thy House (1920)
- A Master of Craft (1922)
- The Wandering Jew (1923)
- Should a Doctor Tell? (1923)
- Guy Fawkes (1923)
- Don Quixote (1923)
- The Arab (1924)
- She (1925)
- A Royal Divorce (1926)
- Huntingtower (1927)
- Tommy Atkins (1928)
- Bolibar (1928)
- You Know What Sailors Are (1928)
- Palais de danse (1928)
- Glorious Youth (1929)
- Power Over Men (1929)
- The Inseparables (1929)
- The Shadow Between (1931)
- The Veteran of Waterloo (1933)